# Đài Truyền hình Trung ương Triều Tiên
Đài Truyền hình Trung ương Triều Tiên (KCTV; tiếng Triều Tiên: 조선중앙텔레비죤; Romaja: Joseon Jungang Tellebijyon; McCune–Reischauer: Chosŏn Chungang T'ellebijyon, tiếng Anh: Korean Central Television) là một hệ truyền hình do Ủy ban Phát thanh Trung ương Triều Tiên điều hành, một kênh truyền thông do nhà nước sở hữu tại Cộng hòa Dân chủ Nhân dân Triều Tiên. Đài phát sóng trên mặt đất thông qua Tháp Truyền hình Bình Nhưỡng ở khu Mẫu Đơn Phong, thành phố Bình Nhưỡng; truyền hình trực tiếp thông qua dịch vụ truyền hình Internet Manbang do chính phủ Triều Tiên quản lí và điều hành. Đài Truyền hình Trung ương Triều Tiên cũng phát sóng trên các vệ tinh Thaicom 5, Intelsat 21, Koreasat 5A và ChinaSat 12. 

## Lịch sử
Ngày 1 tháng 9 năm 1953, Đài Truyền hình Trung ương Triều Tiên được thành lập sau Chiến tranh Triều Tiên, với tên gọi Mạng lưới phát sóng Bình Nhưỡng (Pyongyang Broadcasting Network). Chủ tịch Kim Nhật Thành đã hình dung rằng thời gian đã quá chín muồi cho việc phát sóng truyền hình ở Triều Tiên, nhưng điều đó chưa xảy ra thời bấy giờ. Và từ đó, Mạng lưới phát sóng Bình Nhưỡng bắt đầu giai đoạn chuẩn bị cho chương trình phát sóng đầu tiên với sự giúp đỡ của Chính phủ Triều Tiên.
Năm 1961, Mạng lưới phát sóng Bình Nhưỡng đổi thành Hệ thống Phát sóng truyền hình Trung ương (Central Broadcasting Television System). Ngày 1 tháng 9 cùng năm, Hệ thống Phát sóng truyền hình Trung ương phát sóng thử nghiệm chương trình đầu tiên.
Hệ thống Phát sóng truyền hình Trung ương được phát sóng chính thức kể từ 19:00 (giờ chuẩn Hàn Quốc) ngày 3 tháng 3 năm 1963, trụ sở đặt tại Bình Nhưỡng và được phát sóng 2 giờ từ 19:00 đến 21:00 (giờ chuẩn Hàn Quốc) từ thứ 2 đến thứ 7, về sau tăng giờ phát sóng lên thành 4 giờ, và sau đó là 6 giờ.
Về sau, Hệ thống Phát sóng truyền hình Trung ương chính thức đổi tên thành Đài Truyền hình Trung ương Triều Tiên (KCTV) và chính thức phát sóng từ 17:00 (giờ địa phương) ngày 3 tháng 1 năm 1973. Chương trình chỉ được phát sóng từ thứ 2 đến thứ 7 hằng tuần và tắt sóng vào các ngày chủ nhật và các ngày lễ lớn ở Triều Tiên.
Đài chính thức phát sóng truyền hình màu lần đầu tiên vào ngày 1 tháng 7 năm 1974 và phát sóng chương trình màu trực tiếp đầu tiên để chuẩn bị cho Á vận hội 1974 tổ chức tại Tehran. Đài là đài truyền hình đầu tiên phát sóng chương trình màu trực tiếp chào đón năm mới vào ngày 31 tháng 12 năm 1974. Đài chính thức phát sóng vào các ngày cuối tuần vào năm 1975.
Chương trình phát sóng đầu tiên nhận được bởi truyền thông trên truyền hình vệ tinh là Thế vận hội mùa hè 1980 vào ngày 19 tháng 7 năm 1980. Đài chính thức phát sóng vào các ngày lễ lớn của Triều Tiên từ ngày 1 tháng 3 năm 1981 và có thời lượng phát sóng tương đương với các ngày cuối tuần.
Đài còn giữ bản quyền phát sóng chính thức của Đại hội Thanh thiếu niên và Học sinh - sinh viên thế giới lần thứ 13 tổ chức tại Bình Nhưỡng năm 1989.
Ngày 14 tháng 1 năm 2015, đài phát sóng chương trình đầu tiên dưới định dạng HD.
Ngày 4 tháng 11 năm 2017, đài chuyển sang định dạng 16:9 và đồng thời đổi thẻ thử nghiệm trước giờ lên sóng (testcard).

## Lịch phát sóng
Từ Tháng 5 năm 2022 đài phát sóng 13 giờ 40 phút từ 9:00 đến 22:40 (giờ địa phương) hàng ngày và các ngày lễ lớn. Trước đây, đài phát sóng 8 giờ từ 14:30 đến 22:30 (giờ địa phương) từ thứ 2 đến thứ 7 và 14 giờ từ 8:30 đến 22:30 (giờ địa phương) vào các ngày chủ nhật và các ngày lễ lớn. 
Sau đây là ví dụ về lịch phát sóng của đài vào các ngày làm việc ở Triều Tiên (hàng ngày, cần phải chỉnh sau khi Tháng 5 năm 2022):
| Giờ phát sóng | Chương trình/nội dung | Thời lượng     |
| ------------- | --- | -------------- |
| 8:30-9:00     | Thẻ thử nghiệm (Testcard) Philips PM5644 với đồng hồ điện tử, kèm theo nhạc cổ điển hoặc các bài hát yêu nước truyền thống. | 30 phút        |
| 15:00-15:10   | Lên sóng chính thức (quốc ca + lời chào lên sóng + các bài hát ca ngợi lãnh tụ + lịch phát sóng)                            | 10 phút        |
| 15:10-16:00   | Phim tài liệu về nhà lãnh đạo Triều Tiên                                                                                    | 50 phút        |
| 16:00-16:20   | Phim tài liệu về lịch sử Triều Tiên                                                                                         | 20 phút        |
| 16:20-16:45   | Phim tài liệu khoa học | 25 phút        |
| 16:45-17:00   | Chương trình nghệ thuật | 15 phút        |
| 17:00-17:10   | Bản tin thời sự | 10 phút        |
| 17:10-17:25   | Báo chí toàn cảnh | 15 phút        |
| 17:25-17:40   | Chương trình thiếu nhi | 15 phút        |
| 17:40-18:00   | Thể thao | 20 phút        |
| 18:00-18:50   | Phim tài liệu về nhà lãnh đạo Triều Tiên                                                                                    | 50 phút        |
| 18:50-19:05   | Chương trình ẩm thực Triều Tiên                                                                                             | 15 phút        |
| 19:05-19:45   | Phim tài liệu | 40 phút        |
| 19:45-20:00   | Khát vọng tuổi trẻ | 15 phút        |
| 20:00-20:25   | Bản tin thời sự | 25 phút        |
| 20:25-20:35   | Phóng sự | 10 phút        |
| 20:35-22:15   | Phim truyện | 1 giờ 40 phút  |
| 22:15-22:35   | Tin cuối ngày | 20 phút        |
| 22:35-22:40   | Chuẩn bị tắt sóng (lịch phát sóng ngày mai + lời chào tắt sóng + hình hiệu tắt sóng)                                        | 5 phút         |
| 22:40-14:30   | Tắt sóng chính thức | 14 giờ 10 phút |

## Thời sự
Các biên tập viên thường có giọng đanh thép và dõng dạc. Thông cáo báo chí thường bắt đầu bằng một trang trình bày màu đỏ hoặc màu xanh lá cây đậm ngay dưới màn hình. Khung nền phía sau có hình ảnh của thủ đô Bình Nhưỡng và sông Đại Đồng. Trước đây, hình ảnh núi Bạch Đầu được sử dụng làm khung nền cho các bản tin; tuy nhiên hiện nay một hệ thống trường quay mới đã được sử dụng từ tháng 9 năm 2012, bao gồm bảng điều khiển màn hình LCD (đầu tư bởi CCTV) hiển thị hình ảnh sống động (như hình tròn xoay hoặc quốc kỳ Triều Tiên). Sự tiến bộ này đã cho phép phóng sự trực tiếp, mặc dù không được sử dụng cho mục đích đó.

## Ảnh

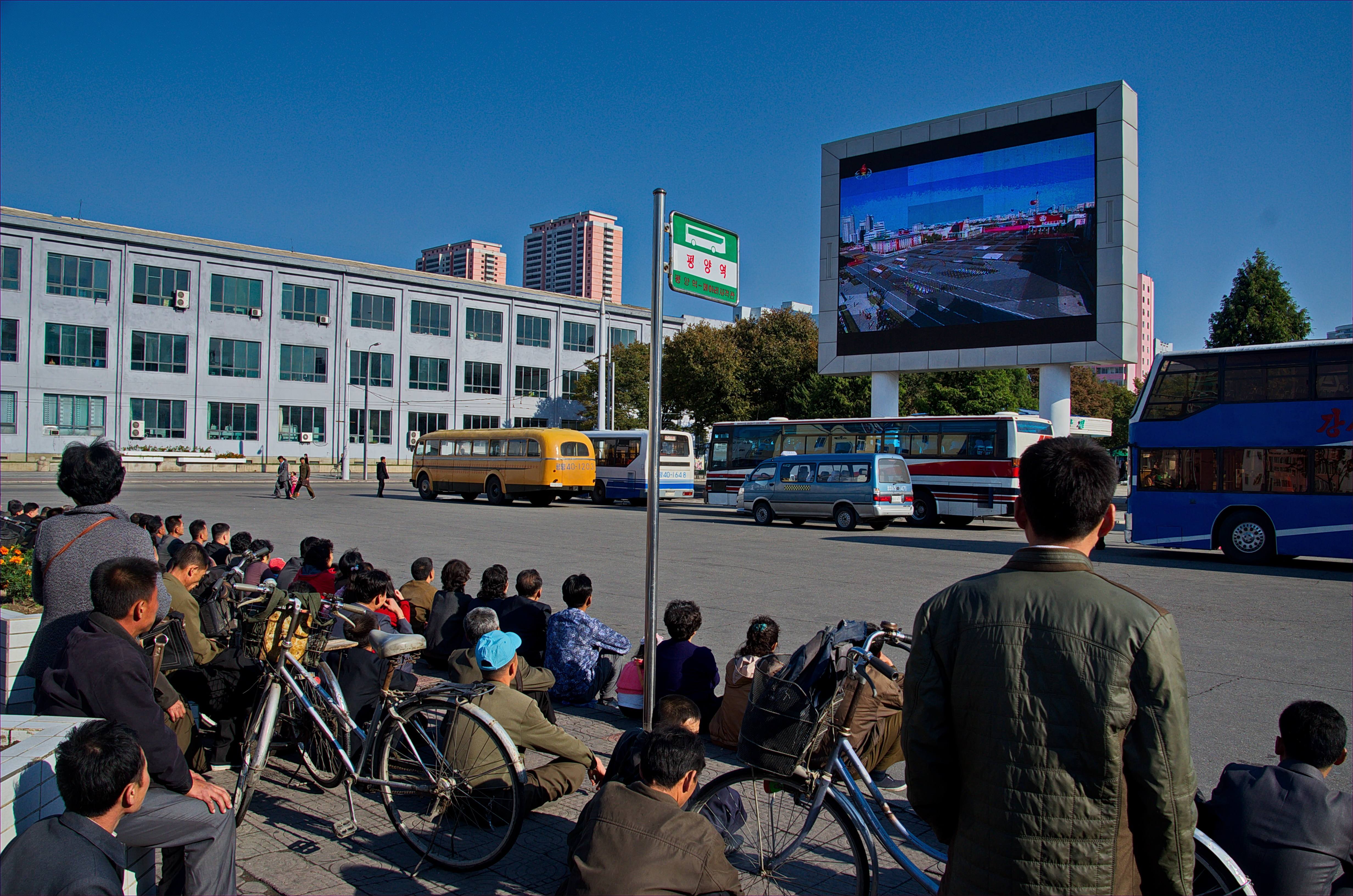
Người dân Bình Nhưỡng xem truyền hình công cộng của đài KCTV